# Premier monde
 (octobre 2007).
Si vous disposez d'ouvrages ou d'articles de référence ou si vous connaissez des sites web de qualité traitant du thème abordé ici, merci de compléter l'article en donnant les références utiles à sa vérifiabilité et en les liant à la section « Notes et références ».

Division économique des trois mondes pendant la guerre froide :
Premier monde : Pays capitalistes avec une économie de marché.
Deuxième monde : Pays socialistes avec une économie planifiée.
Tiers monde : Pays en développement.

Alliances politiques et militaires pendant la guerre froide (voir cette carte pour plus de nuances) :
Les pays occidentaux et alliés, qualifiés par Churchill de « Monde libre ».
Le Bloc de l'Est, vers 1948-1949 (avant le départ de la Yougoslavie, après l'arrivée de la Chine et de la Corée du Nord ; entre autres, les alliés et les pays africains sont oubliés).
Pays neutres et non-alignés.

Le premier monde est l'ensemble des pays démocratiques, avancés du point de vue technologique et dont les citoyens ont un niveau de vie élevé.
Les termes premier monde, second monde et tiers monde ont été employés pour regrouper les nations de la Terre en trois grandes catégories. Ces trois termes ne sont pas apparus simultanément. Après la Seconde Guerre mondiale, l'OTAN et le Pacte de Varsovie ont été considérés par certains comme les deux grands blocs,.
Le nombre de pays faisant partie de ces deux blocs n’étant pas fixé de manière précise, on s’est finalement aperçu qu’un grand nombre de pays ne rentraient dans aucune de ces deux catégories et, en 1952 le démographe français Alfred Sauvy a inventé le terme de « tiers monde » pour désigner ces pays. Rétrospectivement, les deux premiers groupes ont par la suite été appelés[réf. nécessaire] « premier monde » et « second monde ».
L'expression « Tiers Monde », aujourd'hui fameuse, a d'abord été publiée dans un article d'Alfred Sauvy :

« Nous parlons volontiers des deux mondes en présence, de leur guerre possible, de leur coexistence, etc. oubliant trop souvent qu'il en existe un troisième, le plus important […] C'est l'ensemble de ceux que l'on appelle […] les pays sous-développés […]. Ce Tiers Monde ignoré, exploité, méprisé […] veut, lui aussi, être quelque chose. »